# Арберг (Швейцария)
Арберг (нем. Aarberg) — коммуна в Швейцарии, окружной центр, находится в кантоне Берн.
Входит в состав округа Арберг. Население составляет 4008 человек (на 31 декабря 2007 года). Официальный код — 0301. Город основан в 1220 году. В 1351 году приобретен Берном у графа Петера за 16700 гульденов. Среди достопримечательностей можно отметить позднеготическую церковь и деревянный мост постройки 1557 года.

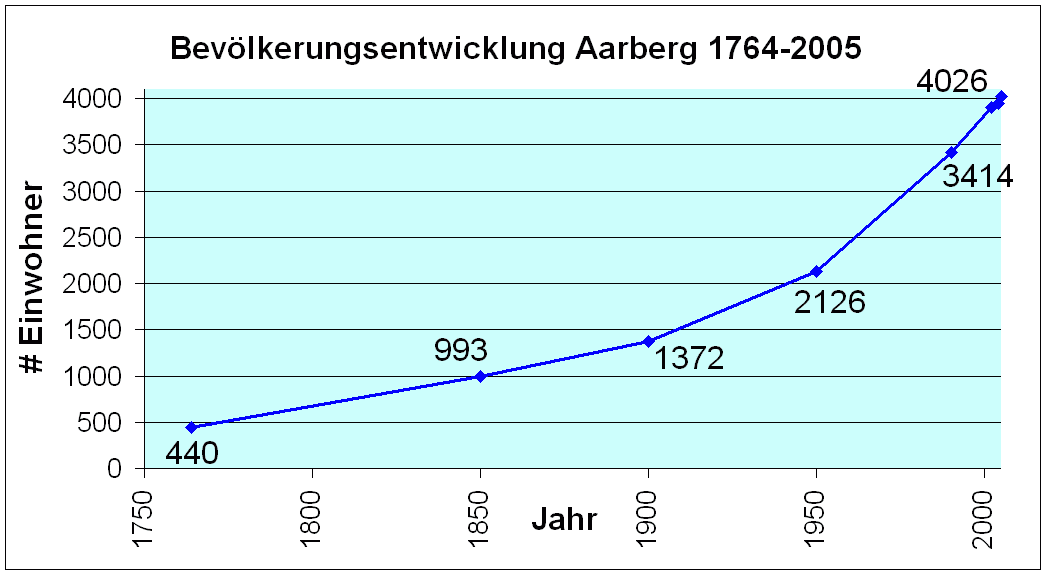
Динамика численности жителей Арберга

## Персоналии
- Теодор Голь, архитектор
- Курт Вютрих, химик, лауреат Нобелевской премии